# Chilone
Chilone di Sparta (Sparta, 620 a.C. circa – Pisa, 520 a.C. circa) fu uno dei sette savi.
Diogene Laerzio scrive nella Vita di Chilone che questi nacque a Sparta da Damageto (Damagetas), e che era già vecchio durante la 52ª Olimpiade (572-69 a.C.), tanto che morì nella città greca di Pisa dopo aver abbracciato il figlio (Chilone di Patrasso) vincitore nella gara di pugilato a Olimpia. Erodoto ne parla come un contemporaneo di Ippocrate di Atene, padre di Pisistrato: ancora Diogene Laerzio scrive che fu eletto Eforo di Sparta durante la 56ª Olimpiade (556-55 a.C.).
Alcidamante riporta che fu giudice e che fece parte dell'assemblea di Sparta.
Sulla sua tomba sarebbe stato inciso l'epigramma:
che dei Sette Sapienti quanto a sapienza fu il primo»

## Pensiero
Gli si attribuisce il merito di aver contribuito a rovesciare la tirannia nella città di Sicione, che diventò in seguito alleata di Sparta. La sua influenza fu anche decisiva per la svolta nella politica isolazionista di Sparta che portò alla formazione della lega del Peloponneso nel VI secolo a.C. Contribuì a isolare Argo politicamente e militarmente, preparando così le future vittorie contro di essa.
Uomo di poche parole, sosteneva di non mai aver commesso nulla di illegale nella sua vita, ma di avere dei dubbi riguardo a un episodio: quando era giudice, nel segreto della sua coscienza, applicando correttamente la legge giudicò colpevole di pena capitale un amico imputato di gravissimo delitto, ma convinse gli altri due giudici ad assolvere l'imputato, in modo che fossero salvi tanto il dovere del giudice quanto quello dell'amico. L'episodio viene citato da Aulo Gellio che racconta di averlo letto in una biografia su Chilone.
Si dice anche che, parlando dell'isola di Citera, desiderasse che quell'isola non fosse mai esistita, o che il mare l'avesse sommersa, prevedendo che sarebbe stata la rovina degli Spartani.
In effetti in seguito l'ex re di Sparta Damarato, esiliato dopo la destituzione e rifugiatosi in Persia, consigliò al re persiano Serse, durante la seconda guerra persiana, di fare dell'isola una base navale da cui attaccare la Grecia.
Molti anni dopo, durante la guerra del Peloponneso, gli ateniesi, guidati da Nicia, conquistarono Citera, che usarono come caposaldo per rivolgere ulteriori attacchi agli Spartani.

## Massime
Dello spartano Chilone si tramandano alcuni detti:
αʹ Γνῶθι σεαυτόν. 

βʹ Πίνων, μὴ πολλὰ λάλει• ἁμαρτήσῃ γάρ. 

εʹ ᾿Επὶ τὰ δεῖπνα τῶν φίλων βραδέως πορεύου, ἐπὶ δὲ τὰς ἀτυχίας ταχέως.  

ςʹ Γάμους εὐτελεῖς ποιοῦ. 

ζʹ Τὸν τετελευτηκότα μακάριζε. 

ηʹ Πρεσβύτερον σέβου. 

ιʹ   Ζημίαν αἱροῦ μᾶλλον ἢ κέρδος αἰσχρόν• τὸ μὲν γὰρ ἅπαξ λυπήσει, τὸ δὲ ἀεί.

ιαʹ Τῷ δυστυχοῦντι μὴ ἐπιγέλα. 

ιβʹ Ἠ γλῶσσά σου μὴ προτρεχέτω τοῦ νοῦ. 

ιεʹ  Θυμοῦ κράτει. 

ιςʹ Μὴ ἐπιθύμει ἀδύνατα.

ιζʹ ᾿Ἐ ν ὁδῷ μὴ σπεῦδε προάγειν, μηδὲ τὴν χεῖρα κινεῖν• μανικὸν γάρ. 

ιθʹ Νόμοις πείθου. 

κʹ Ἀδικούμενος διαλλάσσου•ὑβριζόμενος τιμωροῦ.»
1. Gnōthi seauton. 

"Conosci te stesso".

2. "Non parlare troppo quando bevi: potresti pentirtene."

5. "I tuoi amici t'invitano a pranzo: arriva tardi, se vuoi. Essi ti chiamano perché tu li consoli: affrettati!"

6. "Non celebrare nozze troppo costose."

7. "Loda il defunto."

8. "Onora l'anziano." 

10. "La perdita incide meno gravemente del guadagno disonesto, perché la prima reca dolore solo una volta, il secondo sempre continuamente."

11. "Non ridere di un infelice."

12. "Non permettere alla tua lingua di correre avanti al tuo pensiero."

15. "Domina l'ira."

16. "Non desiderare l'impossibile."

17. "Non ti affrettare sulla strada per superare gli altri."

19. "Ubbidisci alle leggi."

20. "Per un torto, riconciliati. Per un insulto, difenditi."»
(Δημητρίου Φαληρέως τῶν ἑπτὰ σοφῶν ἀποφθέγματα, γ 172, 33)
ii) Vive memor mortis, item vive memor salutis.

iii) Tristia cuncta exsuperas aut animo aut amico.

iv) Tu bene si quid facias, non meminisse fas est. Quae bene facta accipias, perpetuo memento.

v) Grata senectus homini, quae parilis iuventae; illa iuventa est gravior, quae similis senectae.»
2. "Vivi memore che ti aspetta la morte, ma altresì vivi pensando a star bene." 

3. "Superi ogni tristezza o con lo spirito, o con un amico." 

4. "Se fai qualcosa di buono, è bene che tu non lo rammenti. I benefici che accetti, ricordali invece in perpetuo e per sempre." 

5. "È grata all'uomo una vecchiaia simile alla giovinezza; dispiace invece quella giovinezza che assomiglia alla vecchiaia."»
(Pseudo-Ausonio, Septem sapientum sententiae, 22-28)